# Anillo Único
El Anillo Único es un objeto ficticio perteneciente al legendarium del escritor británico J. R. R. Tolkien. Aparece en obras de Tolkien tales como El Silmarillion, El Hobbit y, de manera fundamental para la historia, en El Señor de los Anillos, novela que gira en torno a su destrucción. Este anillo representa el poder del Señor Oscuro Sauron, un Maiar que se convirtió en el lugarteniente del primer «Señor Oscuro», Morgoth, durante los Días Antiguos de la Tierra Media.
También es conocido como el Anillo de Poder, el Daño de Isildur, o simplemente «el Anillo». El personaje Gollum, uno de sus portadores, lo llama en la novela «precioso» y «regalo de cumpleaños» o simplemente «regalo»; También le nombra como «tesoro», al igual que Bilbo. Faramir, Frodo y Sam Gamyi lo mencionan en alguna ocasión como «el objeto» y Denethor como «poderoso regalo».

## Historia interna

### Descripción
Aunque a simple vista el Anillo Único parecía un anillo normal de oro, era inmune a toda forma de destrucción, a excepción de los fuegos del Orodruin (Monte del Destino), el volcán situado en la tierra de Mordor, donde fue forjado por Sauron. Era posible identificarlo sometiéndolo a un calor intenso, ya que de esta forma aparecía una inscripción en lengua negra de Mordor, escrita en caracteres tengwar tanto en la cara interna como externa del Anillo, y que simboliza su poder de control sobre los demás anillos de poder:
 Ash Nazg durbatulûk, ash Nazg gimbatul, ash Nazg thrakatulûk agh burzum-ishi krimpatul.
La traducción que el mago Gandalf hizo de esta frase es:

Un Anillo para gobernarlos a todos. Un Anillo para encontrarlos,
un Anillo para atraerlos a todos y atarlos en las tinieblas.
— Tolkien,.

En manos de Sauron el anillo era fácilmente reconocible, ya que el calor intenso que desprendía su cuerpo era suficiente para que la inscripción brillara de forma continua.
Otra característica importante del anillo es que posee voluntad propia de forma que es capaz de forzar las situaciones, como por ejemplo, cambiar de poseedor y de esta forma ir acercándose a su dueño legítimo. Puede salirse de un dedo en el momento oportuno (como le ocurrió a Isildur) o introducirse en un dedo si lo considera oportuno (como le ocurrió a Bilbo en el Hobbit), puede perderse o hacerse encontrar cuando lo desea. Gandalf conoce esta condición y a menudo revisa si el anillo está donde debe.

### Poderes
El Anillo Único contenía los poderes de todos los demás Anillos de Poder y los regentaba. Estos poderes eran los que Sauron disfrazado de Annatar (en quenya, Señor de los Dones) había enseñado a los elfos que forjaron los anillos menores, tales como volver invisible el cuerpo material o ver las cosas del mundo invisible, y los poderes de preservación que Sauron aprendió de los elfos, como por ejemplo conservar la apariencia y la longevidad.
Su portador podía leer la mente de quienes usaban los anillos menores, controlarlos y esclavizarlos por completo. Y así ocurrió con los nueve anillos de los hombres, que acabaron convertidos en Espectros. Los Siete Anillos de los Enanos tenían probablemente los mismos efectos, y aunque los enanos eran de naturaleza indoblegable, resistentes a su control y seguramente inmunes a la invisibilidad se volvieron irascibles y codiciosos.
Solo los Tres Anillos de los Elfos escaparon del dominio de Sauron ya que fueron ocultados por Celebrimbor, aunque seguían atados al destino del Anillo Único, fuente de su poder. Sin embargo, si Sauron hubiera recuperado el Anillo Único habría podido leer la mente de sus dueños, y todo lo obrado por los anillos de los elfos se volvería en su contra.
De igual manera era un instrumento de comando y dominio sobre los Nazgûl si lo utilizaba una voluntad fuerte, aunque estos siguieran siendo esclavos de Sauron mientras los nueve anillos estuvieran en su posesión.
Otro de sus poderes era la capacidad de aumentar los que ya tuviera el propietario, pues Gandalf se negó a usarlo cuando Frodo Bolsón se lo ofreció en Bolsón Cerrado, argumentando que su poder se haría demasiado grande y terrible.
Provocaba el irresistible deseo de poseerlo a cualquiera que lo portara, dominándolo. Ni siquiera el propio Sauron podía destruirlo ni dañarlo. Aquel que no fuera Sauron y portara el anillo, era utilizado y devorado por él, alimentándose de su vida y haciéndola cada vez más insoportable, hasta el punto de solo preocuparse por el anillo. Esto es lo que le ocurrió al hobbit Sméagol, convertido en la criatura Gollum por la acción del anillo durante 500 años, y esto también lo hizo con Bilbo, que teniendo ciento once años no tenía la apariencia correspondiente a su edad. Al final de la trilogía esa influencia se desvanece y recupera la apariencia normal para su edad.
Otra cualidad del anillo era adaptar su tamaño con voluntad propia ajustándose al del dedo de su portador o deslizándose de él, según convenga, con el único propósito de volver a las manos de Sauron, su creador.
El Anillo Único permitía a su portador entender otras lenguas, como cuando Bilbo, llevándolo puesto, comprende el idioma de las arañas.
Tom Bombadil parecía ser completamente inmune a sus efectos. Ni se hizo invisible ni sintió ningún deseo de poseerlo cuando se puso el anillo, e incluso podía ver a Frodo cuando este se hizo invisible.

### Narración

#### En la Segunda Edad del Sol
Durante la Segunda Edad del Sol y con el objetivo de controlar a todos los pueblos que habitaban la Tierra Media, especialmente a los elfos, Sauron se disfrazó de Annatar, el Señor de los Dones, y guio a los elfos de Eregion en la forja de los anillos de poder, objetos que otorgaban gran poder a su portador. Pero en secreto Sauron también creó el Anillo Único, forjándolo en el fuego del Orodruin cuya finalidad era controlar al resto de los anillos de poder. Sin embargo los anillos élficos eran demasiado poderosos así que se vio obligado a depositar gran parte de su fuerza y voluntad en el Anillo. El poder de Sauron aumentaba cuando llevaba puesto el anillo, pero aunque no estuviera en su posesión ese poder seguiría existiendo y no disminuiría. La principal debilidad de crear el anillo era que si alguien lo suficientemente fuerte lo portase entonces podría vencer a Sauron adueñándose de sus conocimientos y poderes, aunque en último término no haría otra cosa que ocupar su lugar. Pero eso no le preocupaba porque ahora era de su propiedad. No contemplaba la posibilidad de que el anillo fuera destruido, lo que también acabaría con él, ya que el único fuego capaz de dañar el anillo se encontraba en sus dominios. Además, el deseo de poseerlo era tan grande que nadie sería capaz de dañarlo por voluntad propia, ni siquiera él mismo.
Nada más ponerse el anillo los Elfos descubrieron que Annatar no era otro que Sauron y adivinando sus propósitos se quitaron los Anillos de poder. Al darse cuenta de que había sido descubierto montó en cólera pero los elfos consiguieron huir salvando los tres anillos más poderosos. Habían sido forjados por Celebrimbor sin utilizar los poderes enseñados por Sauron que tampoco los había tocado, así que fueron dados a los Sabios y ocultados a Sauron. Se usaron para preservar en el mundo la belleza de los Días Antiguos. Los anillos malditos en cambio fueron repartidos por Sauron entre aquellos que desearan su poder. Siete dio a los reyes enanos que se volvieron irascibles y avaros, y otros nueve a los reyes, hechiceros y guerreros humanos que acabarían convertidos en espectros esclavos de Sauron (los nueve Nazgûl).
Tras el hundimiento de Númenor el espíritu de Sauron regresó volando a su fortaleza de Mordor en Tierra Media cerca del Monte del Destino donde había forjado el Anillo Único y allí tomó una nueva forma aunque ya nunca más podría volver a ser hermoso. Durante todos los Años Oscuros, Sauron usó el poder del Anillo Único para dominar la Tierra Media y cubrirla de oscuridad. Al final de la Segunda Edad, en la Guerra de la Última Alianza, Isildur corta el dedo de la mano en el que Sauron tiene el anillo. Al perderlo, Sauron pierde su forma física y es derrotado temporalmente, y durante muchos siglos no vuelve a tener forma visible en la Tierra Media. Aunque su espíritu seguía vivo, ya que su esencia estaba ligada al Anillo y este seguía existiendo.
Pero Isildur, ignorando su verdadero poder, lo retuvo como remuneración por la muerte de su padre Elendil y su hermano Anárion en la guerra. Elrond y Círdan lo conminaron a destruirlo de inmediato en el cercano Orodruin para de ese modo asegurar la derrota de Sauron, pero el poder del anillo ya empezaba a actuar en Isildur, y se negó a deshacerse de él.
Poco después, ya de camino a Eriador por la margen del Anduin, cerca de los Campos Gladios su ejército es atacado por orcos de las Montañas Nubladas. Isildur se pone el anillo, haciéndose invisible, y se sumerge en las aguas. Sin embargo, el anillo venga a su hacedor traicionando a Isildur, pues se le desprende del dedo. De ese modo, los orcos le ven y le dan muerte.

#### En la Tercera Edad del Sol
Durante 2500 años, el anillo permaneció perdido en las profundidades del río. Pero el mal empezaba a agitarse en el este, la Sombra había retornado y se había asentado al sur del Gran Bosque Verde. El anillo respondía a los pensamientos de su Amo y necesitaba hacerse encontrar.
Fue así que un día, un pequeño pescador del río, llamado Déagol, perteneciente a un pueblo antepasado de los Hobbits, descubrió algo brillante en el fango del río y lo recogió. Pero su compañero Sméagol, un husmeador curioso y huraño, se lo pidió. Ante la negativa de Déagol, forcejearon, pero Sméagol, ante el creciente apremio por poseer el anillo, terminó matándolo. Fue expulsado de su aldea y se refugió finalmente bajo las Montañas Nubladas, junto con el anillo.
El anillo le prolongó la vida de una manera antinatural, pero a la vez le fue carcomiendo y envenenando la mente durante 500 años. Se convirtió en la criatura Gollum, que vivía solo para el anillo. Era su razón de vivir y a la vez su tortura. Al darse cuenta el anillo de que con este ser demasiado pequeño y vil no conseguiría gran cosa, y ante el apremio de Sauron, cuyo retorno estaba cada vez más cerca, se hizo de un nuevo portador, un hobbit extraviado en los túneles de las Montañas: Bilbo Bolsón. Bilbo lo encontró en un oscuro túnel donde Gollum lo había extraviado y lo guardó en su bolsillo. Luego, en el "juego de los acertijos", Bilbo ganó el juego preguntándose a sí mismo -¿Qué tengo en el bolsillo?- a lo que Gollum, creyendo que era un acertijo, no supo contestar.
Bilbo se lo llevó a la Comarca, tras su viaje a Erebor. Allí, durante 60 años, el anillo lo fue "conservando" casi inalterado físicamente. Sin embargo, en el espíritu, se sentía cansado, "(...) estirado, como mantequilla untada sobre demasiado pan". Era, nuevamente, efecto del anillo.
Cuando llegó la época de la Guerra del anillo, Gandalf persuadió a Bilbo de que tenía que cederle el anillo a Frodo, quien sería el encargado de llevarlo a salvo hasta Rivendel. Bilbo finalmente accedió, convirtiéndose, junto con su sirviente Sam, en el primer portador del anillo en toda la historia en ceder voluntariamente el anillo a otro. Más tarde también lo harán Tom Bombadil al tenerlo en su mano e incluso ponérselo sin mostrar el más mínimo interés en el objeto, y el propio Sam al devolvérselo a Frodo.
Así empezó el periplo de Frodo como portador del anillo. Pero Sauron ya sabía del paradero del anillo, pues Gollum, desesperado por no tener el Anillo y lleno de odio por Bilbo y los hobbits, salió de las Montañas en su busca. Luego fue desviado, atraído por la maldad que emanaba de Mordor. Allí fue hecho prisionero, y por medio de terribles torturas le sacaron dos palabras: "Comarca" y "Bolsón". Durante su viaje a Rivendel, Frodo fue perseguido sin tregua por los Nazgûl, los espectros del anillo, quienes sentían la presencia del Anillo Único en todo momento.
En Rivendel, en el Concilio de Elrond, fue decidido que el anillo debía ser llevado a Mordor, para ser destruido en los fuegos del Monte del Destino. Esto sería lo que Sauron menos esperaría que hicieran, y era, por tanto, su única esperanza. Frodo fue confirmado como Portador, pues era el que parecía más inmune (aunque no completamente) al anillo. Esto era así porque el anillo actuaba acrecentando las tentaciones y deseos ocultos de sus poseedores. Por tanto, cuanto más poderoso, sabio u orgulloso fuera el portador, sería más peligroso. Frodo, en cambio, era un sencillo Hobbit. Junto con él irían otros ocho compañeros de distintas razas y pueblos de la Tierra Media, todos interesados en derrotar a Sauron. De este modo quedó conformada la comunidad del anillo.
En este viaje, el anillo actúa en algunos personajes: ya había pasado por las manos de Tom Bombadil, pero él no pareció afectado por su poder, e incluso lo tomó a la ligera. Gandalf temía llevarlo consigo, mucho más usarlo, pues sabía en qué clase de oscuro señor se convertiría si era dominado por la maldad del anillo. Saruman se había obsesionado con el Anillo Único durante sus largos años de estudio de la ciencia de los anillos de poder, hasta pensar que podía rivalizar con el mismo Sauron, fingiendo colaborar con él. De los miembros de la Comunidad, a quien más le afectó el anillo fue a Boromir, quien durante el viaje había tenido cada vez más reparos en el hecho de que el hobbit lo llevase. En el Concilio se había opuesto a su destrucción, pretendiendo usarlo en beneficio de Gondor y los pueblos libres. Al final, en Parth Galen, trastornado, pretende quitárselo a Frodo a la fuerza. Frodo, con tristeza y horror, huye, invisible tras ponerse el anillo. Boromir, arrepentido, demuestra posteriormente su valía muriendo por defender a los otros hobbits. También Galadriel es tentada cuando, en Lothlórien, Frodo le ofrece el anillo. Ella reconoce el peligro de tal ofrecimiento y duda, viéndose a sí misma omnipotente. Finalmente pasa la prueba (una prueba largamente predicha desde la época de la rebelión de los Noldor) y puede retirarse en paz al Antiguo Occidente. Hasta Sam tiene un breve momento de tentación y orgullo, pero es muy pasajero y sin consecuencias, dado el carácter sencillo y sin ambages del valeroso hobbit.
Durante el posterior viaje de Frodo hacia Mordor, el anillo fue torturándolo y poseyéndolo cada vez más, cosa de la que solo Sam era consciente. Conforme se acercaban a la Tierra Tenebrosa y al lugar donde fue forjado, Frodo lo sentía cada vez más como una pesada carga alrededor de su cuello, donde lo llevaba en una cadena. Además, durante el viaje se lo había puesto varias veces y conocía en parte el mundo de sombras al que sin duda el anillo terminaría llevándolo, convirtiéndolo finalmente en un espectro ni vivo ni muerto, como sucediera antes con los Nazgûl.
Por su parte, Sauron, sabiendo del viaje que habían emprendido con el anillo, y más aún después de que Aragorn se revelara a Sauron a través de la Palantir de Orthanc, temía que en cualquier momento se levantara un nuevo señor del anillo, reclamando el poderío de Sauron para sí. Para prevenir esto, declaró la guerra abierta a los pueblos del oeste. De esta manera se desencadenó la llamada Guerra del anillo.
Al final del viaje, ante la Grieta del Destino en la Montaña de Fuego, Frodo decide no arrojar el anillo al fuego, y lo reclama para sí, poniéndoselo. El anillo había terminado dominándolo y seduciéndolo. En ese momento, al sentir el poder y la presencia del anillo, Sauron comprendió que su destino pendía de un hilo: hasta ese momento había estado concentrado en los enemigos fuera de Mordor, pero sin que se diera cuenta, dos insignificantes hobbits habían penetrado hasta el corazón mismo de su reino y ahora tenían a su tan anhelado anillo al borde del abismo de fuego, listo para ser destruido. Sauron envía deprisa a los Nazgûl al Orodruin, pero es Gollum, quien había estado siguiendo en secreto a Frodo con la esperanza de conseguir el anillo, el que inesperadamente salva el desenlace. Al forcejear con Frodo por el anillo, se lo arranca, mordiéndole y cercenándole el dedo. Enloquecido de felicidad al haber conseguido de nuevo su Tesoro (como siempre lo llamaba), trastabilla y cae, junto con el anillo, al magma del Orodruin.
Así, el Anillo Único fue fundido y destruido. Sauron desaparece como una nube de maldad, y nunca más vuelve a tener forma en el mundo. Barad-dûr, construida y cimentada con el poder del anillo, se desmorona, y Mordor sufre severos daños por terremotos y por la erupción final del Monte del Destino, quedando casi destruida (ya que era mantenida con el poder del anillo, el cual se liberó de golpe al ser destruido provocando los terremotos y la erupción).

### Poseedores del anillo
- Sauron, su creador (1600 S. E. - 3441 S. E.).
- Isildur, hijo mayor del rey Elendil (3441 S. E.[12] - 2 T. E.[13]).
- Déagol, un hobbit que encontró el anillo a orillas del río Anduin (2463 T. E.[14]).
- Gollum, también conocido como Sméagol. Primo de Déagol, le asesinó para apoderarse del Anillo (2463 T. E. - 2941 T. E.).
- Bilbo Bolsón, encontró el anillo tras haberse escabullido este de Gollum (2941 T. E.[15] - 3001 T. E.).
- Frodo Bolsón, sobrino de Bilbo y el encargado de la destrucción del anillo (3001 T. E. - 3019 T. E.).

Poseedores incidentales del anillo
- Gandalf, lo sostuvo por cuestión de segundos en la mañana del 13 de abril del 3018, antes de arrojarlo al fuego de Frodo. Este fue el momento en que apareció la inscripción ardiente del Anillo, confirmando que era el anillo único.
- Tom Bombadil, se lo puso un momento el 27 de septiembre del 3018, pero no fue afectado por eso. La razón por la que Tom fue inmune a los efectos del anillo sigue siendo un misterio.
- Samsagaz Gamyi, sostuvo el anillo durante aproximadamente dos días en marzo del 3019, mientras Frodo estaba preso en la Torre de Cirith Ungol.
- Portador misterioso, mientras Frodo se estaba recuperando en Rivendel, una mañana encontró el anillo atravesado por una cadena para él. No se sabe qué persona o personas hicieron esto mientras dormía. Podría ser Elrond, Gandalf o cualquier Alto Elfo de Rivendel, pero su identidad, el proceso y si lo tocó, son desconocidos.

## Creación y desarrollo
Numerosos críticos y estudiosos de la obra de Tolkien han establecido, desde los primeros momentos, paralelismos entre el objeto literario que forma el anillo maldito de Tolkien y el que da título a la ópera de Richard Wagner, Der Ring des Nibelungen. Tolkien negó las comparaciones directas con Wagner, llegando a escribir a su editor «ambos anillos eran redondos... y ahí se acaban sus semejanzas».
La Tolkien Society ha promovido la teoría de que el Único tuvo una inspiración material: el anillo Vyne, un sello de época romana que el arqueólogo Mortimer Wheeler relacionó con una tablilla de maldición que había hallado en 1929 en el yacimiento de Lydney Park. Como Wheeler consultó a Tolkien sobre el nombre «Nodens» de la tablilla de maldición, se conjetura que podría haber hablado con él también sobre el anillo de The Vyne, que le resultaba tan familiar y relacionado con la tablilla. Lynn Forest-Hill de la Tolkien Society expresó su satisfacción por haber encontrado una posible fuente material del Anillo Único descrito en las novelas de Tolkien, afirmando que todas las fuentes anteriormente citadas eran literarias, como Der Ring des Nibelungen, o legendarias, como el Andvarinaut.